# Nikkasaurus
Nikkasaurus es un género extinto de terápsidos que vivieron en lo que ahora es Rusia. Eran animales pequeños con un cráneo de 5 cm de longitud y ojos con órbitas grandes. Como en todos los terápsidos la cabeza estaba inclinada hacia atrás. El cráneo es algo similar al de los pelicosaurios, en particular a Varanopidae. Probablemente era predominantemente insectívoro, y posiblemente de hábitos nocturnos.
La única especie conocida es N. tatarinovi, descrita por MF. Ivahnenko en 2000, hallada en la cuenca del río Mezen en el Óblast de Arjánguelsk, que vivió durante el Pérmico Medio. La familia Nikkasauridae también incluye el género Reiszia con dos especies (R. gubini y R. tippula) descrito por Ivahnenko en 2000 de los mismos sedimentos de Rusia. 
Esta especie probablemente es remanente de un linaje más antiguo de terápsidos. 